# خديجة الهدرة
خديجة الهدرة(2006-) أول فلسطينية تحصد جائزة أفضل لاعب مسدد في بطولة كرة السلة للناشئات على مستوى غرب آسيا التي أقيمت في محافظة السليمانية في العراق.

## حياتها
التحقت في أكاديمية القدس إحدى الأكاديميات الرياضية المقدسية التي تهتم وتتابع كرة السلة وتخطت مراحل عدة فيها, بدأت حياتها الرياضية بعمر 9 سنوات بمساندة من والديها.